# Erkki Järvinen
Erkki Järvinen (Erkki Viljo Järvinen; * 15. Oktober 1904 in Lahti; † 9. Juni 1991 in Jyväskylä) war ein finnischer Dreispringer.
Bei den Olympischen Spielen 1928 in Amsterdam wurde er Sechster.
1926 wurde er Finnischer Meister. Seine persönliche Bestleistung von 14,90 m stellte er am 9. August 1931 in Lahti auf.
Sein Bruder Esko Järvinen war als Skisportler erfolgreich.